# Ernest Thorne
Ernest Arthur Thorne (ur. 7 czerwca 1887 w Londynie, zm. 18 listopada 1968 w Taplow) – brytyjski przeciągacz liny, złoty medalista igrzysk olimpijskich.
Thorne reprezentował Wielką Brytanię na Igrzyskach Olimpijskich 1920 odbywających się w Antwerpii w przeciąganiu liny. Wraz z zespołem złożonym z londyńskich policjantów pokonał kolejno reprezentacje Stanów Zjednoczonych, Belgii, a w finałowym pojedynku zespół holenderski. Wywalczony złoty medal był drugim zdobytym przez Wielką Brytanię, a zarazem ostatnim przyznanym w przeciąganiu liny podczas igrzysk olimpijskich.
Był funkcjonariuszem City of London Police.